# 後備
《後備》是一部衛斯理系列中的小說，由香港科幻小說家倪匡所寫，系列編號046，被正式編入系列之中。故事主要講述衛斯理因好友失蹤，深入調查後發現神秘的瑞士勒曼醫院專為世上有錢的大人物制造「複製人」，以便活摘器官，作為他們受到致命傷或罹患絕症時的後備之用。

## 故事大綱

### 在瑞士湖畔遇見大人物
五年前，自由攝影記者丘倫在歐洲中部瑞士小鎮勒曼鎮的勒曼療養院（醫院）附近的草地小湖邊，正準備約會女朋友海文，意外見到亞洲某國的元首齊洛將軍出現在湖畔，因而託人打長途電話給衛斯理，向他傳話說在瑞士見到了齊洛將軍，但衛斯理指齊洛將軍一直沒有出國，不可能現身瑞士，認定丘倫只是認錯人，及後更把事情忘記得一乾二淨，之後他未再曾聽聞任何丘倫的消息。同時，衛斯理的一個朋友沙靈，是一個退休英國警探，也是阿拉伯政要阿潘特王子的保安主任，他向衛斯理透露，前一陣子那位國家政要日前無故被不明人士刺傷，他發覺世界上某些重要人物亦相繼被刺傷，如日本竹內集團總裁，和華爾街大亨辛彥士。沙靈向衛斯理透露，世界各國有一些名人亦曾無故受過不同程度的輕微損傷，這些名人物都可以在一小時之內，動用到二十億美金的大人物。而齊洛將軍未掌權以前，也曾受過輕微損傷。此時丘倫的女朋友海文拜訪衛斯理，告訴衛斯理丘倫的死訊，並帶來丘倫臨終前要交付予衛斯理的十多張照片，包含邱倫當日在瑞士拍得有關齊洛將軍的照片，衛斯理面對好友無故被謀殺，以及想起當年他曾說過在小湖邊遇上一個與齊洛長得極相似的人。衛斯理猜測，勒曼療養院（醫院）以及丘倫的死有一定關係。

### 追查勒曼醫院
剛巧衛斯理的富豪好友陶啟泉因心臟病入院，病情嚴重瀕臨死亡，需要進行換心手術，但由於心臟移植會出現排斥作用，換心手術只能稍微延長壽命。就在住院期間，陶啟泉被神秘人物羅克安排出院，前往一個不知名地方進行治療，而陶啟泉留下口訊，要衛斯理不要干涉此事。衛斯理毫無頭緒之餘，剛巧齊洛將軍身體出現問題，亦是到勒曼療養院治療。衛斯理希望可以調查丘倫的死因，於是就動身前往瑞士。而同時沙靈亦在瑞士勒曼鎮上出現，原來阿潘特王子亦患上胃癌，以現今的醫學。胃癌是絕症。神秘人物羅克亦把王子接到勒曼療養院醫治，而據沙靈透露，對方所索要的報酬，是該國每年在石油上的收入三分之一，超過一百億美元。

### 戈登的無性生殖實驗
衛斯理潛入勒曼療養院（醫院），竟見到陶啟泉在內就醫(後來發現是他的複製人)，並首次遇上杜良醫生。而經過一連串波折後，杜良、羅克等人向衛斯理和盤托出醫院的秘密，原來勒曼療養院是製造複製人(CLONE)的研究基地，多年前，生物學家戈登發展「無性繁殖」法，利用血液細胞，企圖製造人類，戈登的無性生殖複製人技術只要用五年的時間，就能讓一個細胞從一個小孩長大至二十八歲的成人，但是他們的智力只是三歲小孩的程度，無性生殖實驗製造出來的只是一群白癡。沒有實用價值。

### 製造複製人活摘器官
戈登的複製人技術製造出來的成果卻是一群白癡，毫無生存的價值。此時戈登意外罹患嚴重心臟病，為搶救戈登性命，杜良、羅克等人，用複製人的心臟為哥登進行心臟移植手術，結果不但獲得成功，戈登也順利康復。此後他們召集有志之士，改頭換面，經營勒曼療養院，同時培養特務，把世界各個重要人物刺傷，拿他們一點血液，培養複製人，作為世界上重要人物的後備，隨時在他們生命瀕危時，提供後備器官，將他們的器官作大人物更換之用，並收取他們天文數字的巨額費用（例如每年收入的二分之一或三分之一）。以此成果，勒曼醫院進行無性生殖實驗。衛斯理獲眾人告知記者丘倫的死純屬意外，衛斯理離開前，在實驗室中留下一滴血，好讓勒曼療養院製造他的後備，也就是他的複製人。

### 留待歷史評價
大富豪陶啟泉稍後順利醫療病好出院，還跟衛斯理炫耀說『誰說用錢不能買命』，衛斯理聞言也只能苦笑說，勒曼醫院所做的一切也只能『留待歷史評價』了。

## 故事角色
- 衛斯理 - 故事主角，作家。
- 邱倫 - 自由攝影記者，曾幫齊洛將軍拍照，因在瑞士湖畔發現齊洛(複製人)，覺得勒曼醫院有古怪，潛入調查。
- 齊洛將軍 - 東南亞某國的軍事強人。
- 海文 - 邱倫的女友，因邱倫的失蹤，向衛斯理求助。
- 阿潘特王子 - 沙烏地阿拉伯某部落酋長。
- 沙靈 - 退休英國警探，阿潘特王子的保鑣。
- 陶啟泉 - 亞州首富，罹患嚴重心臟病，急需進行心臟移植手術。
- 楊子文 - 陶氏銀行副董事長，陶啟泉的左右手，曾在《風水》故事中出現。
- 巴納德醫生 - 世界心臟移植權威。
- 杜良 - 勒曼醫院的公關，負責對外出一張口的發言人，在醫院櫃檯與衛斯理虛與委蛇，大打太極拳。
- 羅克 - 自稱巴納德醫生的私人代表，勒曼醫院的說客。
- 戈登 - 複製人計畫的領導人，曾經因為心臟病，移植複製人的器官，而意外存活下來。

## 廣播劇
- 香港商業電台以粵語於1988年星期一至五，每日下午三時正播出《後備》廣播劇，合共13集。為商台衛斯理廣播劇系列第卅二個故事。
  - 監製：金貴
  - 改編：唐寧
  - 配音
    - 朱子聰 飾演 衛斯理
    - 錢佩卿 飾演 白素
    - 楊廣培 飾演 丘倫
    - 翠碧　 飾演 海文
    - 盧雄　 飾演 沙靈
    - 陳森　 飾演 楊副董事長
    - 金貴　 飾演 陶啟泉
    - 金剛　 飾演 羅克
    - 楊廣培 飾演 杜良醫生
    - 陳森　 飾演 哥登
    - 陳永信 飾演 醫生/年輕警員/科學家
    - 陳慕賢 飾演 接線生/護士
    - 葉佳　 飾演 流浪漢/旅館店主人
    - 甄錦華 飾演 巴納德醫生
    - 吳忠泰 飾演 齊洛將軍下屬/勒曼醫院職員
    - 李錦　 飾演 齊洛將軍下屬
    - 莫佩雯 飾演 吉蒂（原著為吉娜）

## 漫畫
- 香港漫畫家利志達發表了衛斯理《後備》漫畫
  - 出版社：晨星出版社

| 前任者： 045 尋夢 | 衛斯理系列（按編號） 046                              | 繼任者： 047 第二種人 |
| 前任者： 第二種人 | 衛斯理系列（按連載時序） 1981年3月12日至1981年6月22日 | 繼任者： 盜墓         |